# RapidRise

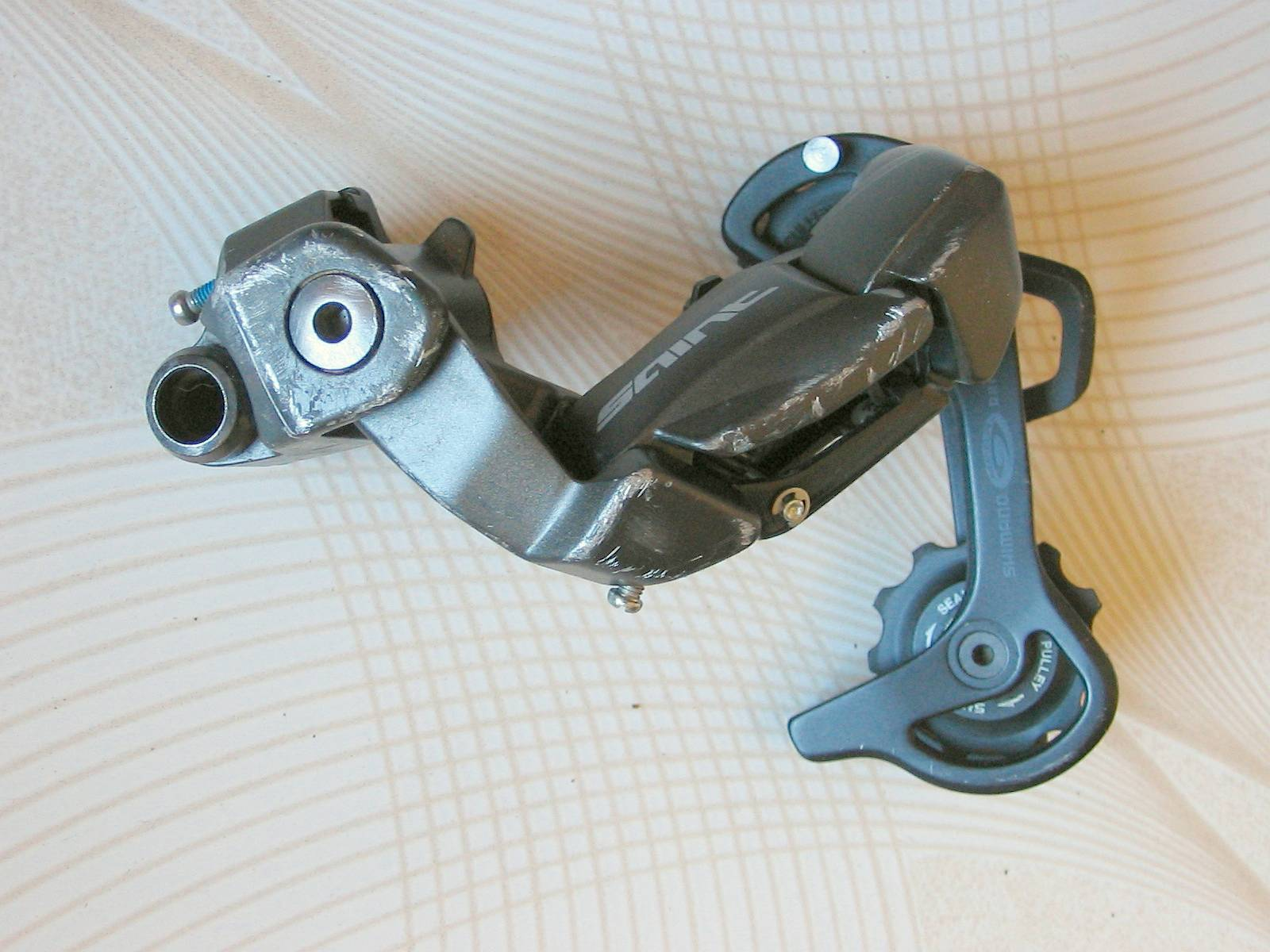
Przerzutka Saint RapidRise

RapidRise (Low Normal) - konstrukcja tylnej przerzutki, w której sprężyna powrotna pantografu ciągnie wózek w kierunku większych zębatek, czyli jest odpowiedzialna za redukcję biegów. Shimano opatentowało ją w drugiej połowie lat 90. XX wieku a pierwszą przerzutka z tzw. „odwrotną sprężyną” był XTR z 1998 roku. Z biegiem lat coraz więcej grup osprzętu górskiego zawierało przerzutki RapidRise, które od 2003 roku Shimano przechrzciło na „Low Normal”.
Chronologicznie przerzutki o takim działaniu jak RapidRise były pierwsze. Dopiero na przełomie lat 40. i 50. XX wieku, po opracowaniu konstrukcji pantografu, sprężyna powrotna ciągnęła wózek w kierunku małych zębatek. Takie przerzutki są określane po angielsku jako „High Normal”.